# Dominique Aegerter
Pour les articles homonymes, voir Aegerter.
Dominique Aegerter, né le 30 septembre 1990 à Rohrbach, est un pilote de moto suisse.
Il court depuis 2021 en parallèle dans deux catégories de courses, le championnat du monde de Supersport, qu'il a remporté en 2021, et la Coupe du Monde FIM MotoE 2022, qu'il a remporté en 2022.
En 2021, lors de la dernière course de la saison de la Coupe du Monde FIM MotoE 2022, il se trouve privé du titre et donc de doublé dans sa saison. En effet, il s'impose lors de la course mais se trouve pénalisé de 38 secondes pour avoir gêné son concurrent au titre, Jordi Torres. Ce dernier conserve donc post-course son titre, ce qui provoque une incompréhension générale.
En 2022, lors du championnat du monde de Supersport, il chute lors de la Course 1 sur le circuit de l'Autodrome de Most. Il simule une blessure grave dans le bac à graviers et ne bouge pas pour provoquer un drapeau rouge et qu'il y ait un nouveau départ et qu'il retente sa chance,. Les commissaires jugent son comportement antisportif et il est exclu de la Course 2. Cette simulation a provoqué un tollé dans le paddock,.
Le 29 septembre 2022, il est officialisé pilote du team satellite GYTR GMT, chez Yamaha en Championnat du monde de Superbike pour la saison 2023.

## Palmarès

### Victoires en Moto2: 1
| Année | Lieu du Grand Prix          | Circuit     | Ville                |
| ----- | --------------------------- | ----------- | -------------------- |
| 2014  | Grand Prix moto d'Allemagne | Sachsenring | Hohenstein-Ernstthal |

## Statistiques

### Statistiques par catégorie
(Mise à jour après le  Grand Prix moto de France 2020)
| Catégorie        | Année     | 1er GP   | 1er Podium | 1re Victoire | Courses | Victoires | Podiums | Pole | M.tours¹ | Points | Titres |
| ---------------- | --------- | -------- | ---------- | ------------ | ------- | --------- | ------- | ---- | -------- | ------ | ------ |
| 125 cm3          | 2006-2009 | POR 2006 |            |              | 52      | 0         | 0       | 0    | 0        | 122.5  | 0      |
| Moto2            | 2010-     | QAT 2010 | VAL 2011   | GER 2014     | 167     | 1         | 7       | 1    | 1        | 903    | 0      |
| MotoE            | 2020-     | ESP 2020 | ESP 2020   | AND 2020     | 27      | 5         | 18      | 7    | 6        | 320    | 1      |
| World Supersport | 2021-     |          |            |              | 40      | 25        | 33      | 11   | 19       | 743    | 2      |
| World Superbike  | 2023-     | -        | -          | -            | -       | -         | -       | -    | -        | -      | -      |
| Total            | 2006-     |          |            |              | 286     | 31        | 58      | 19   | 26       | 2088.5 | 3      |

### En détail
(Les courses en gras indiquent une pole position ; les courses en italique indiquent un meilleur tour en course)
| Année | Catégorie | Moto    | 1       | 2      | 3      | 4      | 5       | 6      | 7       | 8       | 9       | 10      | 11     | 12     | 13      | 14      | 15      | 16      | 17      | 18     | Position | Points |
| ----- | --------- | ------- | ------- | ------ | ------ | ------ | ------- | ------ | ------- | ------- | ------- | ------- | ------ | ------ | ------- | ------- | ------- | ------- | ------- | ------ | -------- | ------ |
| 2006  | 125 cm3   | Aprilia | ESP     | QAT    | TUR    | CHN    | FRA     | ITA    | CAT     | P-B     | GBR     | ALL     | RTC    | MAL    | AUS     | JPN     | POR 26  | VAL 29  |         |        | NC       | 0      |
| 2007  | 125 cm3   | Aprilia | QAT 20  | SPA 19 | TUR 24 | CHN 21 | FRA 20  | ITA 15 | CAT 15  | GBR Ab. | NED 28  | GER 21  | CZE 29 | RSM 23 | POR Ab. | JPN 11  | AUS 19  | MAL Ab. | VAL 18  |        | 23e      | 7      |
| 2008  | 125 cm3   | Derbi   | QAT 17  | SPA 8  | POR 12 | CHN 17 | FRA 23  | ITA 24 | CAT 12  | GBR 19  | NED 16  | GER 10  | CZE 14 | RSM 8  | IND 11  | JPN 19  | AUS Ab. | MAL 8   | VAL Ab. |        | 16e      | 45     |
| 2009  | 125 cm3   | Derbi   | QAT 11  | JPN 9  | SPA 9  | FRA 6  | ITA 19  | CAT 20 | NED 13  | GER 9   | GBR 8   | CZE 18  | IND 10 | RSM 15 | POR 8   | AUS 12  | MAL 14  | VAL 11  |         |        | 13e      | 70.5   |
| 2010  | Moto2     | Suter   | QAT 11  | SPA 13 | FRA 30 | ITA 16 | GBR 9   | NED 18 | CAT Ab. | GER 8   | CZE 16  | IND 11  | RSM 8  | ARA 7  | JPN 12  | MAL 8   | AUS 13  | POR 9   | VAL 9   |        | 15e      | 74     |
| 2011  | Moto2     | Suter   | QAT 13  | SPA 28 | POR 4  | FRA 8  | CAT Ab. | GBR 20 | NED 18  | ITA 11  | GER 12  | CZE 8   | IND 12 | RSM 13 | ARA 9   | JPN 8   | AUS 12  | MAL 5   | VAL 3   |        | 8e       | 94     |
| 2012  | Moto2     | Suter   | QAT 18  | SPA 8  | POR 12 | FRA 14 | CAT 7   | GBR 9  | NED 7   | GER 10  | ITA 8   | IND 7   | CZE 14 | RSM 6  | ARA 14  | JPN 10  | MAL 8   | AUS 4   | VAL 5   |        | 8e       | 114    |
| 2013  | Moto2     | Suter   | QAT 4   | AME 4  | ESP 8  | FRA 4  | ITA 10  | CAT 8  | NED 3   | ALL 9   | IND 5   | CZE 13  | GBR 5  | RSM 5  | ARA 13  | MAL 5   | AUS 6   | JPN 8   | VAL 10  |        | 5e       | 158    |
| 2014  | Moto2     | Suter   | QAT Ab. | AME 3  | ARG 4  | SPA 2  | FRA 7   | ITA 5  | CAT 14  | NED 21  | GER 1   | IND 3   | CZE 5  | GBR 21 | RSM 6   | ARA 6   | JPN 18  | AUS 8   | MAL 5   | VAL 6  | 5e       | 172    |
| 2015  | Moto2     | Kalex   | QAT 15  | AME 18 | ARG 13 | SPA 16 | FRA 10  | ITA 3  | CAT 9   | NED 12  | GER 10  | IND 4   | CZE 13 | GBR 13 | RSM 24  | ARA Ab. | JPN     | AUS     | MAL     | VAL WD | 17e      | 62     |
| 2016  | Moto2     | Kalex   | QAT 5   | ARG 5  | AME 4  | SPA 8  | FRA 13  | ITA 10 | CAT Ab. | NED 9   | GER 10  | AUT 10  | CZE 17 | GBR    | RSM     | ARA 22  | JPN     | AUS     | MAL     | VAL    | 12e      | 71     |
| 2017  | Moto2     | Suter   | QAT 11  | ARG 14 | AME 5  | SPA 7  | FRA 6   | ITA 7  | CAT 16  | NED 12  | GER Ab. | CZE Ab. | AUT 9  | GBR 10 | RSM DSQ | ARA 12  | JPN 9   | AUS 8   | MAL WD  | VAL 10 | 12e      | 88     |